# Lomagramma novoguineensis
Lomagramma novoguineensis är en träjonväxtart som först beskrevs av Guido Georg Wilhelm Brause, och fick sitt nu gällande namn av Carl Frederik Albert Christensen. Lomagramma novoguineensis ingår i släktet Lomagramma och familjen Dryopteridaceae. Inga underarter finns listade.